# Forêt de Kouba
La forêt de Kouba ou Djenane Ben Omar ou El Ghaba est une forêt située à Kouba dans la région de la Mitidja, dans la wilaya d'Alger, en Algérie. Cette forêt est gérée par la Conservation des forêts d'Alger sous la tutelle de la Direction générale des forêts (DGF).

## Localisation
La forêt de Kouba est située à 14 kilomètres à l'est d'Alger, à 66 kilomètres à l'est de Tipaza et à 2 kilomètres de la Mer Méditerranée. Elle est localisée dans la commune de Kouba dans la Mitidja.

## Présentation
La forêt de Kouba est régie par le décret no 84-45 du 18 février 1984, modifié et complété par le décret no 07-09 du 11 janvier 2007. Cette forêt, située dans la commune algéroise de Kouba dans la daïra de Hussein Dey, est localement dénommée Djenane Ben Omar, ou appelée familièrement El Ghaba.

## Historique
La forêt de Kouba était initialement large de dizaines d'hectares mais a été engloutie par l'expansion de la ville d'Alger. La bourgade de Kouba, en se développant sous l'ère coloniale française, a déforesté son environnement puis plus encore à la faveur de la formidable expansion démographique qu'Alger a connu après l'indépendance en 1962.

## Description
La forêt de Kouba est un espace vert clôturé fréquenté par les riverains qui profitent de sa partie basse. C'est une pinède fréquentée par des pratiquants de pétanque et un boulodrome y a été aménagé.
Cet espace vert est un des rares endroits boisés de la commune de Kouba où les services relevant de la Conservation des forêts d'Alger ont opéré un aménagement répondant aux attentes des habitants du quartier de Ben Omar. La préservation de cette étendue forestière requiert de procéder au lancement d'un reboisement favorisant à coup sûr la régénération de la forêt dans le cadre du plan national de reboisement dont la finalité est d'édifier un parc urbain incluant un jardin botanique.
Le nettoyage de cette forêt et l'amélioration de l'éclairage public permet de valoriser cet endroit où s'élèvent encore des pins centenaires.

## Faune
La faune de la forêt de Kouba est riche en diversité zoologique, ornithologique et entomologique.

### Mammifères

#### Hérisson d'Algérie
On rencontre le hérisson d'Algérie (Atelerix algirus') dans cette forêt algéroise. C'est un hérisson à ventre blanc vivant dans les régions côtières d'Algérie. Il est de couleur pâle et pèse de 700 à 950 g. Ce hérisson est une espèce protégée sur tout le territoire algérien.

#### Lapin de garenne

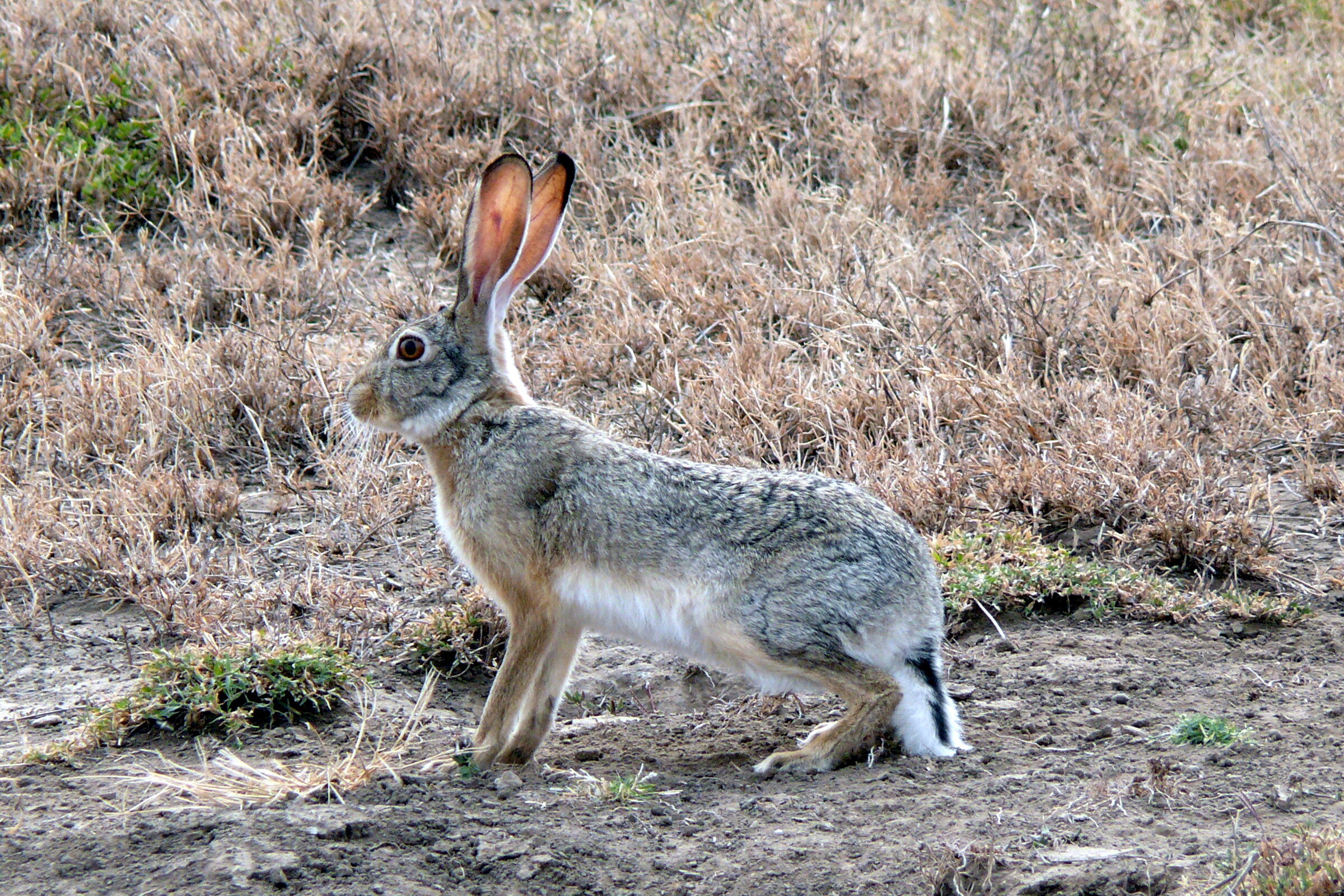
Lièvre du Cap

Le lapin de garenne (Oryctolagus cuniculus) est un mammifère lagomorphe dont les effectifs sauvages sont communs en Algérie mais en déclin.

#### Lièvre du cap
Le lièvre du Cap (Lepus capensis) est un rongeur.

#### Sanglier
Le sanglier (Sus scrofa) colonise quasiment tous les habitats au niveau de cette forêt. Lorsque le sol est humide, cet animal retourne la terre grâce à ces forts butoirs à la recherche d’invertébré et les racines des plantes. Sa longévité varie entre 8 et 10 ans.